# Dazed
Dazed (bis Februar 2014 Dazed & Confused) ist ein vierteljährlich erscheinendes britisches Lifestyle-Magazin, das 1991 gegründet wurde. Es deckt Themen wie Musik, Mode, Film, Kunst und Literatur ab. Dazed wird von Dazed Media veröffentlicht, einer unabhängigen Mediengruppe, die für die Produktion von Geschichten in ihren Print-, Digital- und Video-Marken bekannt ist. Das Portfolio des Unternehmens umfasst Titel wie Another Magazine, Dazed Beauty und Nowness. Die neueste Abteilung des Unternehmens, Dazed Studio, entwickelt Markenkampagnen für die Luxus- und Lifestyle-Branche. Das Unternehmen hat seinen Sitz in London und die Gründungsredakteure sind Jefferson Hack sowie der Modefotograf John Rankin Waddell.

## Hintergrund
Dazed wurde von Jefferson Hack und Rankin gegründet, während sie am London College of Printing (heute London College of Communications) studierten. Zu Beginn als schwarz-weißes Faltposter konzipiert, wurde das Magazin bald in voller Farbe gedruckt und auf Londoner Clubnächten beworben.

## Internationalität
| Bereich                                | Verbreitungsdaten |
| -------------------------------------- | ----------------- |
| United Kingdom (Dazed)                 | 1991–heute        |
| Japan (Dazed & Confused Japan)         | 2002–2010         |
| South Korea (Dazed Korea)              | 2008–heute        |
| China (Dazed China 青春)               | 2019–2022         |
| Middle East, North Africa (Dazed MENA) | 2024–heute        |